# Joaquín Fernández (Fußballspieler, 1996)
Joaquín Fernández (* 31. Mai 1996 in Huércal de Almería; bürgerlich Joaquín Fernández Moreno) ist ein spanischer Fußballspieler. Der Innenverteidiger steht bei Sporting Kansas City unter Vertrag.

## Karriere

### UD Almería
Der Andalusier, kam 2010 im Alter von 16 Jahren in die Jugend von UD Almería, nachdem er bei UCD La Cañada Atlético angefangen hatte. In der Saison 2012/13 gab er sein Debüt in der B-Mannschaft in der Segunda División B.
Am 2. Dezember 2013 wechselte Joaquín probeweise nach Liverpool, trainierte mit der U-18-Mannschaft des Vereins, kehrte aber zehn Tage später wieder zu den Rojiblancos zurück.
Am 14. Oktober 2015 gab Fernández sein Debüt in der ersten Mannschaft, als er beim 2:1-Heimsieg in der Copa del Rey gegen Gimnàstic de Tarragona in der Startelf stand. Sein Debüt in der Segunda División gab er am 9. Januar des folgenden Jahres, als er beim 1:1-Unentschieden gegen CD Mirandés spät für Quique González eingewechselt wurde.
Am 1. Dezember 2016 verlängerte Fernández seinen Vertrag bis 2021, nachdem er unter Fernando Soriano zum Stammspieler geworden war, und wurde im darauffolgenden Januar endgültig in den Kader berufen. Vor der Saison 2018/19 wurde er zum Mannschaftskapitän ernannt.

### Real Valladolid
Am 31. August 2018 unterschrieb Fernández einen Fünfjahresvertrag bei Real Valladolid, das gerade in die La Liga aufgestiegen war.

### Trabzonspor
Der Innenverteidiger machte im Sommer 2023 seinen ersten Auslandswechsel und unterzeichnete einen Zweijahresvertrag bei Trabzonspor in der türkischen Süper Lig. Der Legionär hatte in Trabzon aufgrund von Verletzungen Schwierigkeiten beim Start. Als die Rückrunde begann, spielte er das erste Mal. Er hatte nur 17 Einsätzen, von denen 13 in der Liga waren. Am 19. Juli 2024 gab der Verein bekannt, dass der Vertrag in gegenseitigem Einverständnis und mit sofortiger Wirkung aufgelöst wurde.

### Sporting Kansas City
Joaquín hat am 13. August 2024 einen Vertrag über 18 Monate beim MLS Club Sporting Kansas City unterschrieben.